# Pallasmina
Die Pallasmina, auch Polosmina, war ein russisches Volumen- und Getreidemaß und stellte das Halbachtel dar.
- 1 Pallasmina = 2 Pai/Pajock (1 P. = 2 Pud) = 4 Tschetwerik = ½ Tschetwert = 4619 Pariser Kubikzoll